# حسن جواد الجشي
حسن جواد الجشي (مواليد 1920) ، سياسي بحريني ، رئيس المجلس الوطني السابق خلال الفترة 16 ديسمبر 1973 حتى 26 أغسطس 1975، وتوفي في 27 مارس 2008.

## عن حياته
ولد حسن الجشي في المنامة سنة 1920 وتلقى تعليمه بمدرسة إبراهيم العريض. 
عمل موظفاً في مؤسسة فخرو سنة 1933 وبعدها أنتقل إلى دائرة الكهرباء حيث شغل منصب مدير المخازن خلال الفترة 1935 حتى 1945 وبعدها عمل مدرساً بالمدرسة الغربية (مدرسة أبو بكر الصديق) ثم عين مديراً للمدرسة الشرقية وبعدها مديراً بالمدرسة الغربية سنة 1950.
وكما ساهم مع مجموعة من أصدقائه في تأسيس نادي العروبة سنة 1939 وتولى أمانة سر النادي منذ تأسيسه حتى سنة 1949 وفي العام التالي أنتخب رئيساً للنادي ثم عاد أميناً للسر وأنتخب مجدداً رئيساً للنادي سنة 1956.
وكما أصدر مع أصدقائه مجلة صوت البحرين في سنة 1950 والتي أستمرت حتى سنة 1954.
وكما شارك في أنشطة هيئة الأتحاد الوطني التي تأسست سنة 1954 كتجمع سياسي مؤلف من مختلف فئات الشعب البحريني هدفها المطالبة ببعض الاصلاحات.
وكما كان عضواً في مجلس إدارة أتحاد العمل البحراني الذي تأسس سنة 1955 بهدف معالجة قضايا العمل والعمال ووضع مسودة لقانون العمل وقانون إنشاء نقابات العمل والعمال في البحرين
في سنة 1957 غادر إلى الكويت حيث أقام فيها حتى سنة 1966 عمل هناك في مجال التعليم كمراقب لشؤون الطلبة في وزارة التربية والتعليم. وبعدها أنتقل إلى دشمق عاصمة سوريا حيث كان له نشاط أدبي تمثل في قيامه بتقديم برنامج أسبوعي من إذاهة دمشق حول قضايا الأدب والفكر والثقافة في البحرين بصفة خاصة وفي منطقة الخليج العربي بصفة عامة
عاد إلى البحرين سنة 1971 بعد أن بادر الشيخ عيسى بن سلمان آل خليفة أمير البحرين أنذاك بدعوته ودعوة المواطنين البحرينين الذين كانوا في الخارج للعودة إلى البحرين.

### المجلس الوطني
ترشح لانتخابات المجلس الوطني 1973 التي أجريت يوم الجمعة 7 ديسمبر 1973 عن الدائرة الثانية والتي شملت فريج المخارقة وفريج الحمام بمنطقة المنامة وفاز في الانتخابات بعد أن حصل على المركز الثاني ب582 صوت ، وتم تزكيته رئيساً للمجلس الوطني في يوم الأحد 16 ديسمبر 1973 خلال الجلسة الأولى للمجلس ، وشغل المنصب حتى حل المجلس في 26 أغسطس 1975.

## وفاته
توفي حسن الجشي في مساء يوم الخميس 27 مارس 2008 وتم تشيعه ودفنه في صباح يوم الجمعة 28 مارس 2008. 